# Heikki Ritavuori
Heikki Ritavuori, né Rydman le 23 mars 1880 à Turku et mort assassiné le 14 février 1922 à Helsinki, est un avocat et homme politique finlandais, membre du Parti progressiste national,.

## Biographie
Après avoir finnisé son nom de famille en 1906, il se fait élire une première fois au parlement de Finlande en 1914 et à nouveau en 1919. Il joue alors un rôle important dans l'élaboration de la loi qui fait de la Finlande une république. Il est ministre de l'Intérieur de 1919 à 1920 dans le premier gouvernement de Juho Vennola, puis à partir de 1921 dans le deuxième gouvernement Vennola.
Ses prises de position libérales, notamment celles en faveur du pardon pour les prisonniers de guerre, lui valent la haine des milieux d'extrême droite.

### Assassinat
Pendant la crise en Carélie orientale, à l'hiver 1921-1922, il est l'objet d'une campagne de diffamation basée sur de fausses nouvelles propagées par l'extrême droite. Le 14 février 1922, il est abattu chez lui, dans le quartier d'Etu-Töölö, par un aristocrate suédophone, Ernst Tandefelt. Reconnu comme ne jouissant pas de toutes ses facultés intellectuelles, celui-ci est condamné à une peine de 12 ans de travaux forcés.

## Famille
Le jeune frère de Heikki Ritavuori, Eero Rydman, fut lui aussi membre du Parti progressiste et maire d'Helsinki de 1944 à 1956. Le petit-fils de Ritavuori, Pekka Tarjanne, fut président du Parti libéral populaire, député, ministre et secrétaire général de l'Union internationale des télécommunications.